# Bandé
Bandé est une localité et une commune rurale du Niger, département de Magaria, région de Zinder.

## Géographie
La localité de Bandé est située à 21 km au nord du chef-lieu départemental Magaria. 
| Yaouri | Dogo    |           |
| Kouaya | Bandé   | Dungass   |
|        | Magaria | Dantchiao |

## Histoire
La commune rurale de Bandé instaurée en 2002, est issue du canton de Bandé fondé en 1908. 

## Population
Lors du recensement général de 2012, la population communale est relevée à 114 242 habitants, dont 9 523 habitants pour la localité principale.

## Localités
La commune s'étend sur 87 villages, 167 hameaux et un point d'eau au nord du département de Magaria.

## Services et infrastructures
- Centre de Santé Intégré (CSI) à Bandé, Kaki Tamma[5].
- Collège d'enseignement général (CEG) à Bandé.
- Centre de formation des métiers (CFM) à Bandé.